# Fernando Hernández Leyva
Fernando Hernández Leyva, noto anche come Pancho Lopez (Cuernavaca, 30 novembre 1964), è un serial killer messicano, autore di svariati stupri, rapine, rapimenti e di almeno 33 omicidi, fino a 137.

## Pancho Lopez

### Carriera criminale
Le sue informazioni si hanno a partire dagli anni '80; nel 1982 venne arrestato a Cuernavaca, una zona a 35 miglia da Città del Messico, con l'accusa di rapina; riuscì a evadere dal carcere attraverso un buco che praticò su una parete.
I suoi omicidi partirono dal 1986 e terminarono 13 anni dopo, nel 1999. Non si conosce il suo modus operandi; pare che selezionasse le vittime a caso, non aveva preferenze. Gli stati colpiti erano Morelos, Jalisco, Colima, Michoacan e Guanajuato, lo stesso in cui operarono Las Poquianchis.
Nel 1986 venne nuovamente arrestato con l'accusa di omicidio e rapina e confinato nel carcere della zona occidentale di Città del Messico, ma fuggì per la seconda volta.

### Arresto
Venne definitivamente fermato il 24 marzo 1999 nei pressi della capitale di Morelos con le accuse di aggressione e sequestro di persona; la polizia fece poi trapelare la notizia in una conferenza stampa. Il 26 marzo Leyva, davanti ai giornalisti, ammise di avere assassinato nel corso degli anni più di 100 persone e di averne sequestrate 6 perché ciò lo soddisfaceva personalmente; la sua confessione creò degli scetticismi, ma dopo quattro giorni la polizia gli attribuì almeno 33 omicidi.
Il killer poi ritrattò le sue dichiarazioni, dicendo che aveva rapito un giornalista, Carlos Cabello Wallace, a Jalisco nel settembre 1996, e che aveva ucciso un agente di polizia; si dichiarò estraneo dalla maggior parte delle accuse; aggiunse poi che i funzionari della polizia giudiziaria, per estorcergli una confessione, lo avevano picchiato e minacciato di violentargli la moglie e portargli via i figli. Le autorità non fecero commenti sulle sue accuse.
Quando Leyva venne trasferito in una prigione di stato, una folla di 50 persone si riunì fuori dall'ufficio del pubblico ministero di Morelos a Cuernavaca e si mise a gridare che voleva linciarlo; tra di essi c'erano i parenti delle vittime. Decine di auto della polizia lo scortarono durante il trasferimento: la sorveglianza era molto stretta, in modo che non potesse scappare la terza volta.

### La condanna
Un esame psicologico, eseguito da un esperto incaricato dagli agenti, lo descrisse come “uno psicopatico”. Al processo venne trovato colpevole insieme a tre suoi complici di alcune accuse (tra cui l'omicidio del poliziotto) e condannato al carcere a vita; nel Messico non esiste la pena di morte. Il suo caso però riaprì il dialogo sulla pena capitale.
Il 10 aprile del 1999 Leyva provò a impiccarsi sulle sbarre della cella, ma la corda non resistette al suo peso e si ruppe e se la cavò con qualche abrasione non grave sul collo; il killer pesa circa 300 libbre: il soprannome “Pancho Lopez” gli deriva dalla stazza notevole.
Fernando Hernández Leyva è tuttora recluso nel carcere di La Palma, sotto stretta sorveglianza. Uscirà nel 2049, quando avrà 85 anni.
Il 19 giugno 2000 è morto Carlos Cabello Wallace, il giornalista che Pancho Lopez aveva rapito. Viene considerato dai messicani come “uno dei più grandi sostenitori e pionieri della comunicazione moderna”.